# Selig (Band)
Selig ist eine Hamburger Rockband, die Mitte der 1990er Jahre erfolgreich war und sich nach zehnjähriger Trennung 2008 wiedervereinigte. Mit dem Reunion-Album Und endlich unendlich erlangte sie erstmals Goldstatus.

## Geschichte
1993 gründeten die Mitglieder in Hamburg die Band Selig. 1993 bekam Selig einen Plattenvertrag mit Epic/Sony Music und nahm mit dem Produzenten Franz Plasa ihr Debütalbum Selig auf, aus dem im Januar 1994 ihre erste Single Sie hat geschrien ausgekoppelt wurde. Das Album selbst erschien im März und platzierte sich auf Platz 35 der deutschen Album-Charts, in Österreich belegte es Rang 12 der Hitparade. Für das von Regisseur René Eller realisierte Video zu Wenn ich wollte erhielt Selig im Februar 1995 einen Echo.
Im Mai 1995 erschien das Album Hier. Die spätere Single Bruderlos war eine Neuaufnahme des 1994 als B-Seite der Single Sie hat geschrien veröffentlichten Songs. Der Song Bruderlos war auf der Erstpressung des Albums nicht enthalten. Die fünf Musiker absolvierten eine nahezu ausverkaufte Tour und diverse Festivals wie Rock am Ring, Strange Noise etc.
Im Februar 1997 veröffentlichte die Band den Soundtrack zu Knockin’ on Heaven’s Door. Für die instrumentalen Score-Tracks benutzten sie den Namen Digital Elvis & Zero. Im Juli 1997 wurde das Album Blender veröffentlicht, das die Band in New York aufnahm. Man experimentierte mit Loops und orientierte sich stärker in Richtung Pop. Kurz nach den Studioaufnahmen zu Blender verließ Jan Plewka die Band, was schließlich zur Trennung führte.
Im Januar 1999 gab die Band offiziell ihre Auflösung bekannt, im Dezember 1999 erschien das Best-of-Doppel-Album Für immer und Selig.

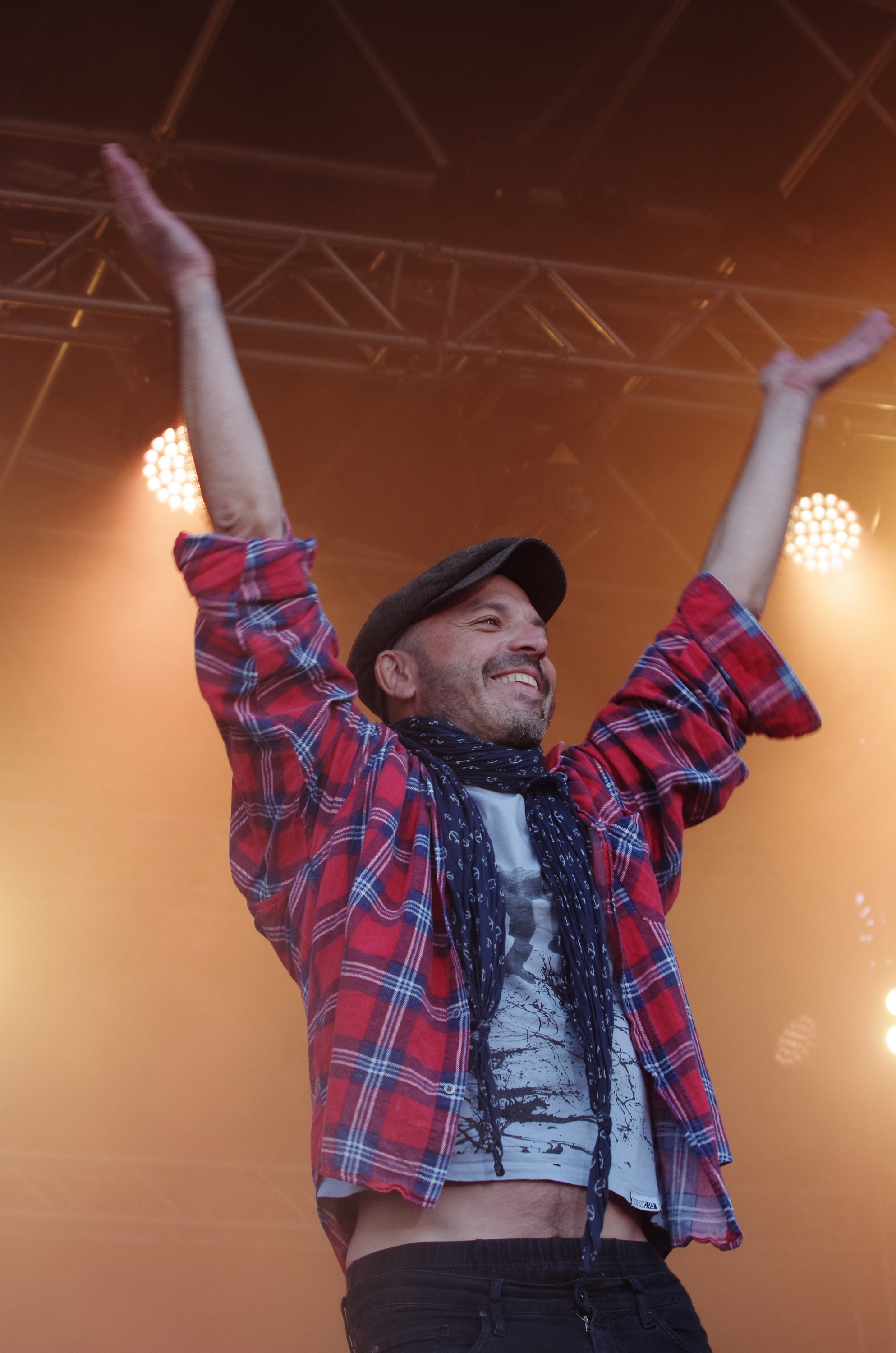
Jan Plewka beim Jübek Open Air 2013

Christian Neander gründete bald die Band Kungfu, während Plewka und Eggert zusammen mit Marco Schmedtje Zinoba formierten. Jan Plewka gründete später zusammen mit Stephan Eggert und Marek Harloff eine neue Band namens TempEau.
Im August 2008 kündigte die Band ihr Comeback an und ging ins Studio. Am 6. März 2009 erschien die Single Schau Schau und am 20. März das Album Und Endlich Unendlich zwölf Jahre nach ihrem letzten Studioalbum Blender. Zusammen mit dem Erscheinen des Albums trat Selig auch wieder live auf.
Am Bundesvision Song Contest 2010, welcher am 1. Oktober in Berlin stattfand, nahm die Band für das Bundesland Hamburg teil und belegte Platz 8 mit 40 Punkten.
Am gleichen Tag erschien das neue Album Von Ewigkeit zu Ewigkeit; die erste Singleauskopplung mit gleichnamigem Titel war bereits am 10. September 2010 erschienen. Im Anschluss an die Albumveröffentlichung ging Selig wieder auf Tour.
Ende Oktober 2011 steuerte Selig auf Einladung von Annette Humpe ihre Version des Ideal-Klassikers Blaue Augen für die Doppel-CD Zeitgeschichte – das Beste von und für Annette Humpe bei. Das Album erschien anlässlich des 60. Geburtstages von Annette Humpe.
Am 1. Februar 2013 erschien das insgesamt sechste Studio-Album mit dem Titel Magma. Bei den Aufnahmen, die im Spätsommer 2012 in England stattfanden, nutzte Selig das erste Mal seit der Reunion wieder die Dienste eines Produzenten. Ihre Wahl fiel dabei auf Steve Power, der unter anderem auch schon für Blur gearbeitet hat. Selig spielte das komplette Album bereits live auf der Club-Tour In Bed with Selig durch sechs deutsche Städte im November 2012. Zur gleichen Zeit wurde vorab der Track Love & Peace zum freien Download über die Band-Webseite veröffentlicht.
Im Oktober 2014 wurde mit Die Besten (1994–2014) ein Album mit neu aufgenommenen Liedern der Band-Historie veröffentlicht. Zu diesem Zeitpunkt gab die Gruppe außerdem bekannt, dass der langjährige Keyboarder Malte Neumann die Band aufgrund von persönlichen und künstlerischen Gründen verlässt.

## Stil
War das Debütalbum Selig noch von Rock mit Grungeeinflüssen und Hippie-Flair geprägt, so war das Album Hier wesentlich dunkler. Selig bezeichneten ihren Stil damals als „Hippie-Metal“. Die Musik wurde härter und weniger poppig, dafür aber etwas experimenteller als auf dem Debüt. Zusammen mit den im Studio improvisierten Texten ergab sich der Eindruck von drogeninduziertem, hartem Rock. Mit dem letzten Album vor der vorläufigen Trennung namens Blender verließen Selig diese Pfade. Der Rock wurde über weite Strecken ausgelassen, es hielten stattdessen verstärkt Pop-Elemente Einzug in den Sound, experimentiert wurde zudem mit Elektronik, Loops und Beats. Kritikern gilt Blender als bestes Werk der Band, doch der kommerzielle Erfolg blieb aus. Das Comeback-Album Und Endlich Unendlich orientierte sich ebenso wie die beiden folgenden Alben wieder mehr am alten Stil der Band.

## Diskografie
Studioalben

| Jahr | Titel Musiklabel                         | Höchstplatzierung, Gesamtwochen, AuszeichnungChartplatzierungen (Jahr, Titel, Musiklabel, Platzierungen, Wochen, Auszeichnungen, Anmerkungen) | Höchstplatzierung, Gesamtwochen, AuszeichnungChartplatzierungen (Jahr, Titel, Musiklabel, Platzierungen, Wochen, Auszeichnungen, Anmerkungen) | Höchstplatzierung, Gesamtwochen, AuszeichnungChartplatzierungen (Jahr, Titel, Musiklabel, Platzierungen, Wochen, Auszeichnungen, Anmerkungen) | Anmerkungen                                             |
| Jahr | Titel Musiklabel                         | DE | AT | CH | Anmerkungen                                             |
| ---- | ---------------------------------------- | --- | --- | --- | ------------------------------------------------------- |
| 1994 | Selig Epic Records                       | DE35 (13 Wo.)DE | AT20 (2 Wo.)AT | — | Erstveröffentlichung: 28. Februar 1994                  |
| 1995 | hier: Epic Records                       | DE15 (18 Wo.)DE | AT20 (14 Wo.)AT | CH35 (6 Wo.)CH | Erstveröffentlichung: 27. Juli 1995                     |
| 1997 | Blender Sony Music                       | DE15 (6 Wo.)DE | AT42 (7 Wo.)AT | — | Erstveröffentlichung: 4. Juli 1997                      |
| 2009 | Und endlich unendlich Vertigo Records    | DE5 Gold · (24 Wo.)DE | AT31 (2 Wo.)AT | CH91 (1 Wo.)CH | Erstveröffentlichung: 20. März 2009 Verkäufe: + 100.000 |
| 2010 | Von Ewigkeit zu Ewigkeit Universal Music | DE9 (6 Wo.)DE | AT51 (1 Wo.)AT | — | Erstveröffentlichung: 1. Oktober 2010                   |
| 2013 | Magma Vertigo Records                    | DE4 (6 Wo.)DE | AT34 (1 Wo.)AT | — | Erstveröffentlichung: 1. Februar 2013                   |
| 2017 | Kashmir Karma Columbia Records           | DE19 (2 Wo.)DE | AT73 (1 Wo.)AT | — | Erstveröffentlichung: 2. November 2017                  |
| 2021 | Myriaden Universal Music                 | DE8 (2 Wo.)DE | — | CH57 (1 Wo.)CH | Erstveröffentlichung: 12. März 2021                     |

## Filme
- 1997/1998: Der Pirat (Regie: Bernd Schadewald, gedreht im Sommer 1997, Erstsendung am 6. Februar 1998 auf arte, Selig als Hippie-Band spielen Songs von The Doors)[9]
- 2009: Von Selig bis Selig (Regie: Maria Knothe)[10]

## Auszeichnungen und Nominierungen
Auszeichnungen
- Echo Pop
  - 1995: in der Kategorie Videoclip National (Wenn ich wollte)

Nominierungen
- 1Live Krone
  - 2009: in der Kategorie Beste Band[11]
  - 2010: in der Kategorie Beste Band[11]